# بيت المكرم
بيت المكرَّم (بالبنغالية: বায়তুল মোকাররম) هو المسجد الوطني في بنغلاديش، يقع في وسط دكا عاصمة بنغلاديش، تم الانتهاء من المسجد في عام 1968، لدى المسجد طاقة استيعابية تبلغ 30,000 مصلي، وهذه السعة تعطي المسجد مركز متقدم على مستوى مساجد العالم كونه واحد من أكبر مسجد 10 مساجد في العالم، لكن المسجد يوجه اكتظاظ باستمرار يحدث هذا خصوصا في شهر رمضان المبارك مما أدى بالحكومة البنغلاديشية إلى إضافة ملحقات للمسجد وبالتالي زيادة القدرة الاستيعابية إلى 40,000 مصلي على الأقل .

## العمارة
لدى المسجد العديد من الميزات المعمارية الحديثة، وفي الوقت نفسه يحافظ على المبادئ التقليدية للعمارة المغولية التي ظلت لفترة من الزمن مهيمنة في العمارة الهندية، المسجد على غرار شكل المكعب الكبير وهو شكل الكعبة مما جعل بنية المسجد بارزة بشكل ملحوظ على عكس أي مسجد آخر في بنغلاديش .

### التصميم الخارجي
المسجد مبني على منصة عالية جدا، تم بناء مسجد بيت المكرم من ثمانية طوابق وبطول أكثر من 99 أقدام من مستوى سطح الأرض، وفقا للخطة الاصلية كان المدخل الرئيسي للمسجد على الجانب الشرقي مع وجود مساحات للوضوء في جنوب المدخل وإلى شماله، يتم تعويض غياب قبة المسجد على المبنى الرئيسي للمسجد بوجود سطحيين للأروقة في مكان مدخل القبة، أحد السطحين إلى الجنوب والآخر في الشمال، ذروة هذه الأروقة يتكون من ثلاثة أقواس .

### التصميم الداخلي
يحتوي المسجد على اثنتين من الباحات، الفناء الداخلي لا سقف له، تضمن هذه الباحات ما يكفي من الضوء والهواء كي يدخل إلى قاعة الصلاة في مسجد بيت المكرم، والمحراب تم تصميمه كقاعة مستطيلة بدلا من نصف دائرية، يتم تجنب الزخرفة المفرطة في جميع أنحاء المسجد، ويعد التقليل من الزخرفة نموذج للعمارة الحديثة .

### حديقة
وضعت الحديقة خارج أسوار المسجد كأسلوب من اساليب حدائق المغول، ولكن خلافا لحدائق المغول التقليدية الديقة تمثل اسلوب الحدائق الإسلامية، ولم تضم الحديقة نظام تشار باغ، وعلى الأرجح يكمن السبب إلى عدم وجود مساحة كافية في هذه الحديقة، مستقبل هذه الحديقة غير معروف لأن الحكومة البنغلاديشية تحاول التوسع والتمدد في مساحة المسجد، وسوف ترجح إزالة الحديقة .

## التاريخ
تم تصميم مج
مع المسجد من قبل المهندس المعماري عبد الحسين ثارياني في عام 1959، ثم قرر صاحب فكرة المسجد جوت ميلز بعد اقترح الحاج عبد اللطيف بواني لاسناد مهمت البناء لللواء امروا خان ثم المسؤول العسكري لباكستان الشرقية، وافق امروا خان على طلب المساعدة في بناء هذا المسجد، وفي العام نفسه أنشئت لجنة مسجد بيت المكرم و قد تم اختيار مساحة قدرها 8.30 فدان من الأراضي بين دكا الجديدة ودكا القديمة، في ذلك الوقت كان هناك بركة كبيرة في موقع المسجد الحالي، وكانت تعرف باسم بركة بالتان، امتلأت البركة حتى وصلت حدود كبيرة في السابع والعشرين من يناير عام 1960، ثم بدأ الرئيس الباكستاني أيوب خان العمل بالدعاء لوالصلاة لأول مرة يوم الجمعة الخامس والعشرين من يناير عام 1963.
تضمنت خطة البناء المحلات التجارية والمكاتب والمكتبات وأماكن وقوف السيارات داخل المجمع، وإن كان هناك تقليد في المساجد وهو احتوائها على قبة، فإن هذا المسجد بني لأن لا يكون مسجدا تقليديا، وعليه تم بناء المسجد بدون قبة على سقف قاعة الصلاة الرئيسية، وتعد هذه التجربة تجربة فريدة من نوعها، وقد تم بناء المسجد عندما كانت بنغلاديش جزء من جمهورية باكستان الإسلامية .

## الخطباء
تعاقب على الإمامة والخطابة في مسجد بيت المكرم سبعة علماء وقراء هم :
| الرقم | السنة             | الاسم                               |
| 1     | 1963              | مولانا عبد الرحمن بيكود             |
| 2     | 1963-1964         | مولانا جعفر أحمد عثماني             |
| 3     | 1964-1974         | المفتي سيد محمد امام الاحسان بركاتي |
| 4     | 1974-1984         | المفتي مولانا عبد المعز             |
| 5     | 1984-2007         | مولانا عبيد الحق                    |
| 6     | 2007-2009         | الحافظ المفتي محمد نور الدين        |
| 7     | 2009 - حتى الان . | البروفيسور مولانا محمد صالح الدين   |

## الصور

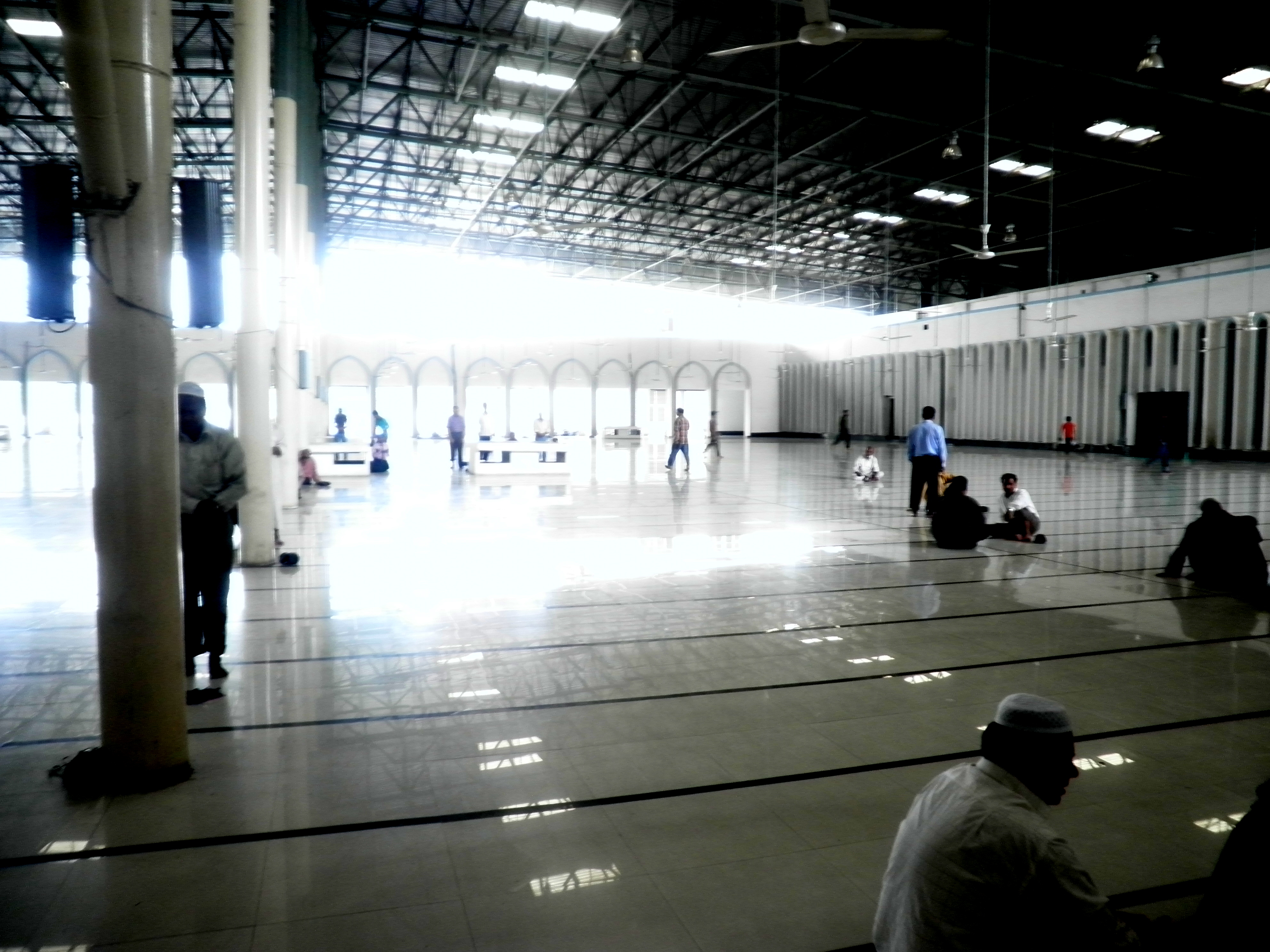
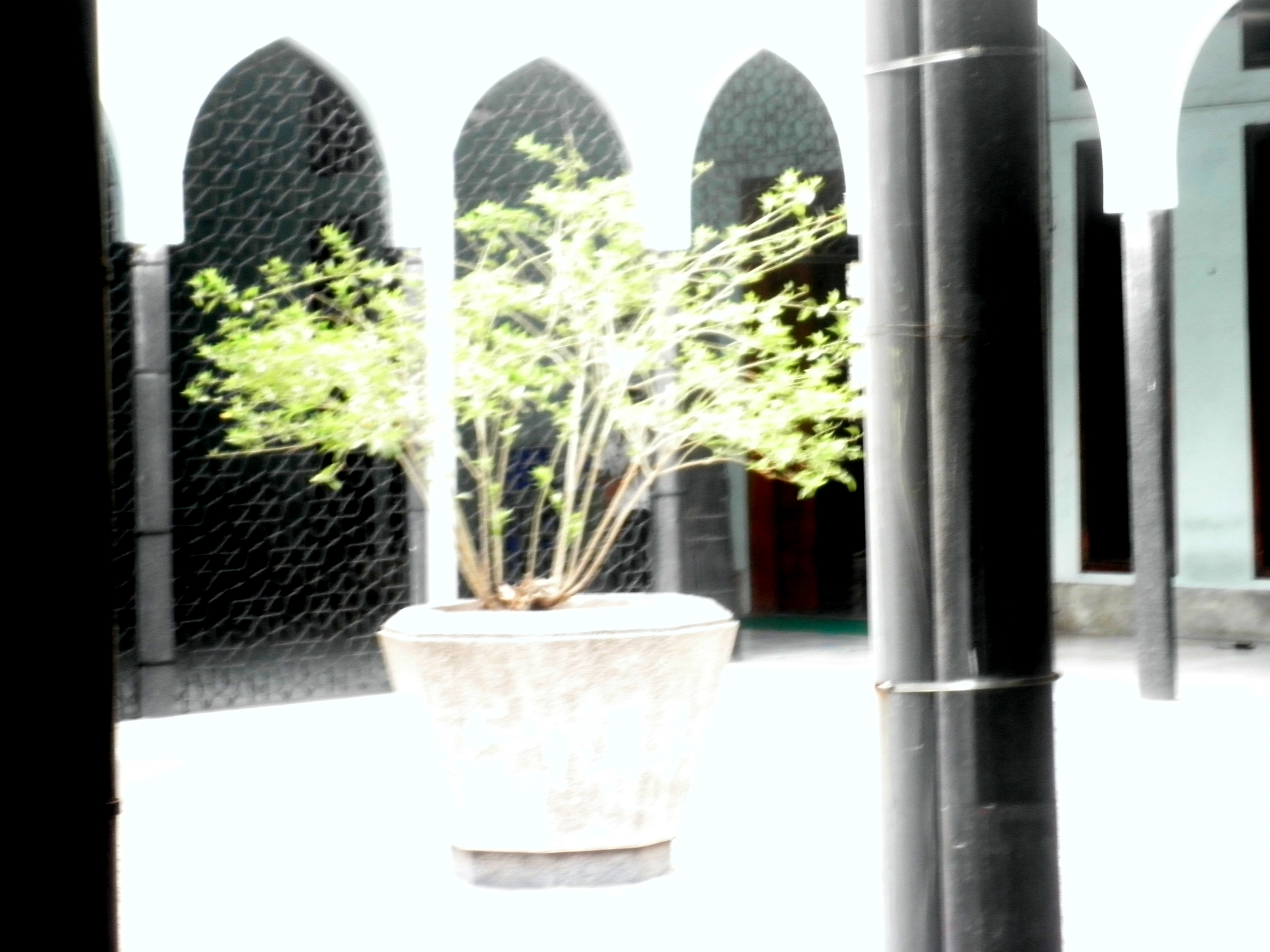
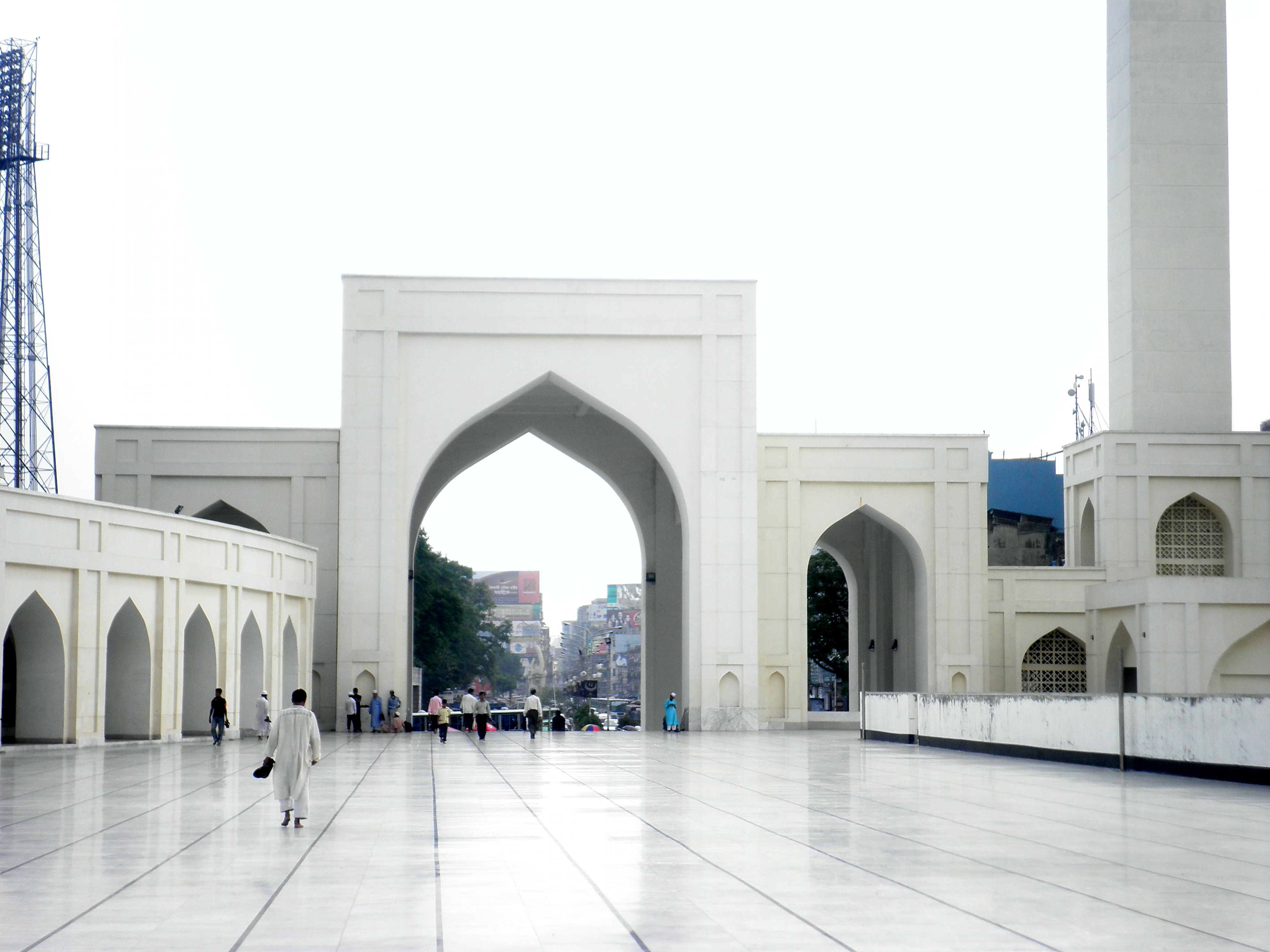
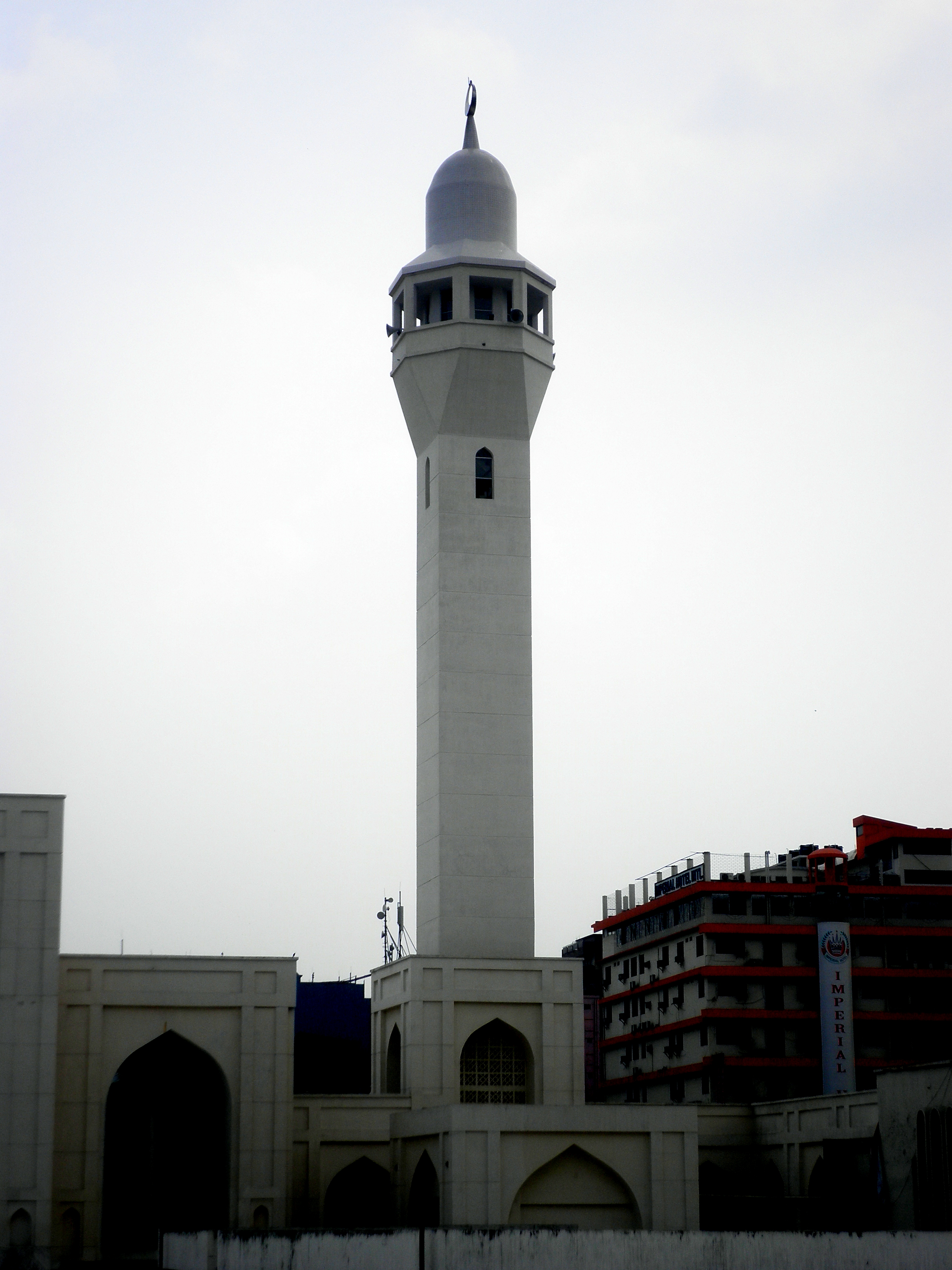
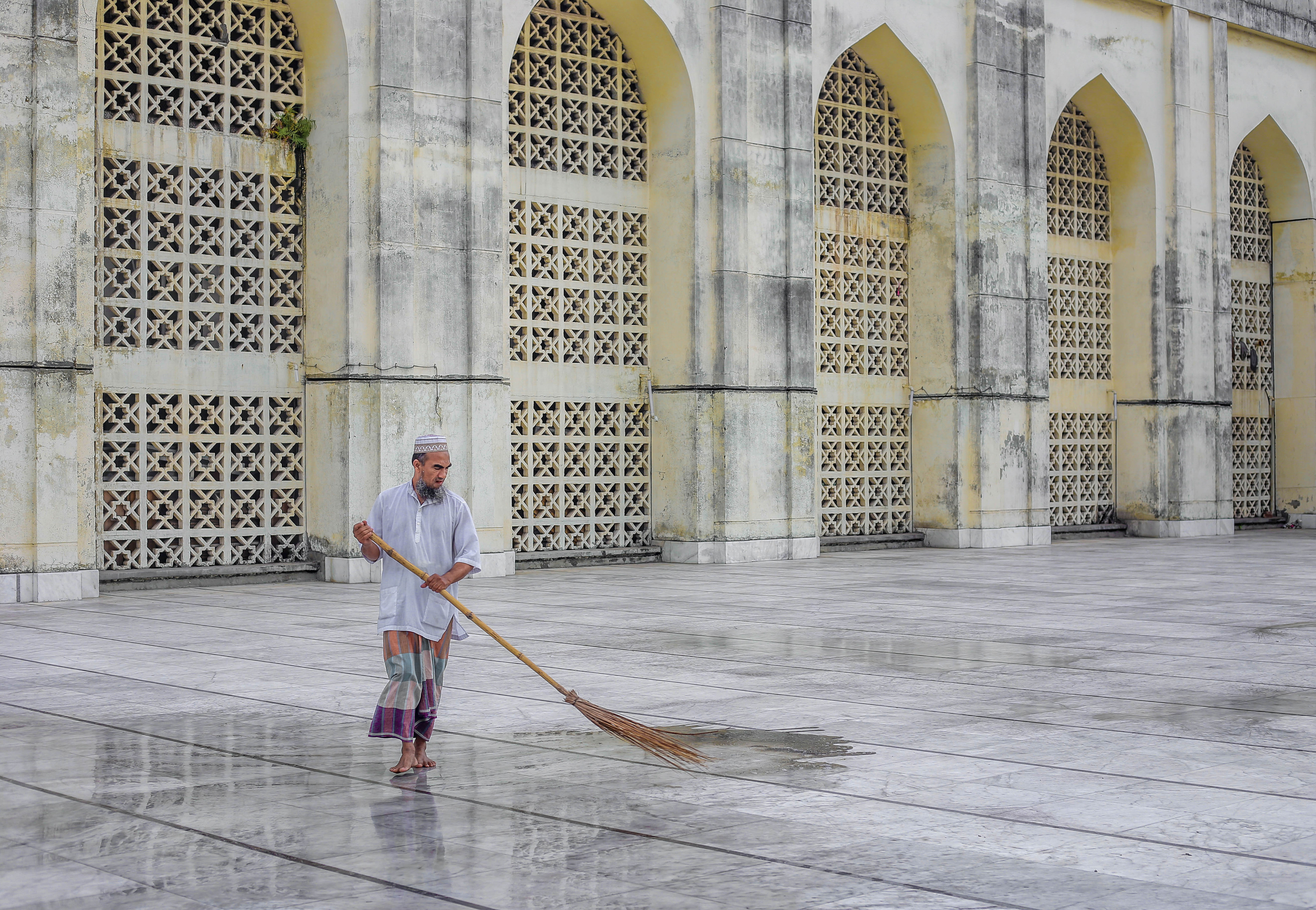